# Camera albastră (Valadon)
Camera albastră este o pictură în ulei pe pânză realizată în 1923 de pictorița franceză Suzanne Valadon și este una dintre cele mai recunoscute lucrări ale sale. Ca multe dintre lucrările ulterioare ale lui Valadon, s-au folosit culori puternice și s-au accentuat fundalurile decorative și materialele modelate. Pictura este găzduită la Musée National d'Art Moderne, Centrul Georges Pompidou din Paris.